# 南漢山城 (電影)
《南漢山城》（韓語：남한산성）為2017年上映的韓國歷史劇情片，改編自韓國作家金薰創作的同名小說，由電影《熔爐》《奇怪的她》的導演黃東赫創作劇本並執導，並由李炳憲、金允錫、朴海日、高洙及朴喜洵主演。電影最終票房成績為384萬人觀影人次。
另外，新马地区将于2018年6月16日通过tvN Movies频道播出。

## 故事大綱
講述丙子戰爭期間，朝鮮國王與大臣被清軍圍攻，受困在南漢山城的故事。

## 演員陣容

### 主要人物
- 李炳憲 飾演 崔鳴吉，吏判。
- 金允錫 飾演 金尚憲，禮判。
- 朴海日 飾演 朝鮮仁祖
- 高洙 飾演 徐涅釗
- 朴喜洵 飾演 李时白，守禦使。

### 其他人物
- 宋永彰 飾演 金瑬，領議政。
- 趙宇鎮 飾演 鄭命壽
- 李大衛 飾演 七福
- 许成泰 飾演 龙骨大
- 金法來 飾演 皇太極
- 趙雅仁 飾演 那露
- 陳善圭 飾演 李斗甲，哨官。
- 柳淳雄 飾演 大提學
- 朴止一 飾演 副提學
- 崔鐘律 飾演 內官
- 文昌吉 飾演 老艄公
- 金書賢 飾演 兵判
- 金重基 飾演 都承旨
- 尹世雄 飾演 管糧使
- 申基俊 飾演 昭顯世子
- 郭子亨 飾演 大塊頭
- 朴努植 飾演 兵士
- 李相熹 飾演 兵士
- 張泰民 飾演 兵士
- 姜賢重 飾演 兵士
- 度容九 飾演 都元帥
- 成道賢 飾演 勤王兵將帥
- 郭民浩 飾演 勤王兵將帥
- 河秀豪 飾演 勤王兵將帥
- 尹炳熙 飾演 火槍手
- 宋亨秀 飾演 傳令武官
- 李相洪 飾演 清朝將帥
- 珍模 飾演 龍骨大部下將帥
- 鄭先哲 飾演 百姓
- 宋旭慶 飾演 官員
- 韓昌賢 飾演 金軍將帥
- 洪錫然 飾演 老翁
- 張政國 飾演 老翁
- 姜德重 飾演 旗幟精銳兵

## 獎項
2017年：第38屆青龍電影獎
—劇本獎（黃東赫）
2017年：第37屆韩国电影评论家协会奖
—最佳電影
—最佳導演（黃東赫）
—攝影獎（金志勇）
—音樂獎（坂本龍一）
—年度十大電影
2017年：第4屆韓國電影製作人協會獎
—最佳作品獎
—編輯獎（南娜詠）
—音響獎（崔泰英）
2018年：第18屆韓國導演選擇獎
—年度特別提及
2018年：第19屆釜山電影評論家協會獎
—評審團特別獎
2018年：第55屆大鐘獎
—最佳攝影（金志勇）
—最佳配樂（坂本龍一）
2018年：第23屆春史國際電影節
—最佳導演（黃東赫）
—最佳技術（金志勇／攝影）
2018年：第54屆百想藝術大獎
—電影部門 最佳作品
2018年：第12屆亞洲電影大獎
—最佳攝影（金志勇）

## 外部連結
- NAVER上《南漢山城》的資料
- Daum上《南漢山城》的資料

- 韩国电影数据库（KMDb）上《南漢山城》的資料
- 互联网电影数据库（IMDb）上《南漢山城》的资料（英文）
- 豆瓣电影上《南漢山城》的資料 （简体中文）
- Yahoo奇摩電影上《南漢山城》的資料（繁體中文）
- 開眼電影網上《南漢山城》的資料（繁體中文）
- Box Office Mojo上《南漢山城》的资料（英文）
- 爛番茄上《南漢山城》的資料（英文）